# Pedrógão (Torres Novas)
Pedrógão is een plaats (freguesia) in de Portugese gemeente Torres Novas en telt 2095 inwoners (2001).